# روبرت جي. روبنسون
روبرت جي. روبنسون (بالإنجليزية: Robert G. Robinson)‏ هو ضابط أمريكي، ولد في 30 أبريل 1896 في واين في الولايات المتحدة، وتوفي في 5 أكتوبر 1974 في سانت إغناس في الولايات المتحدة.